# Vall

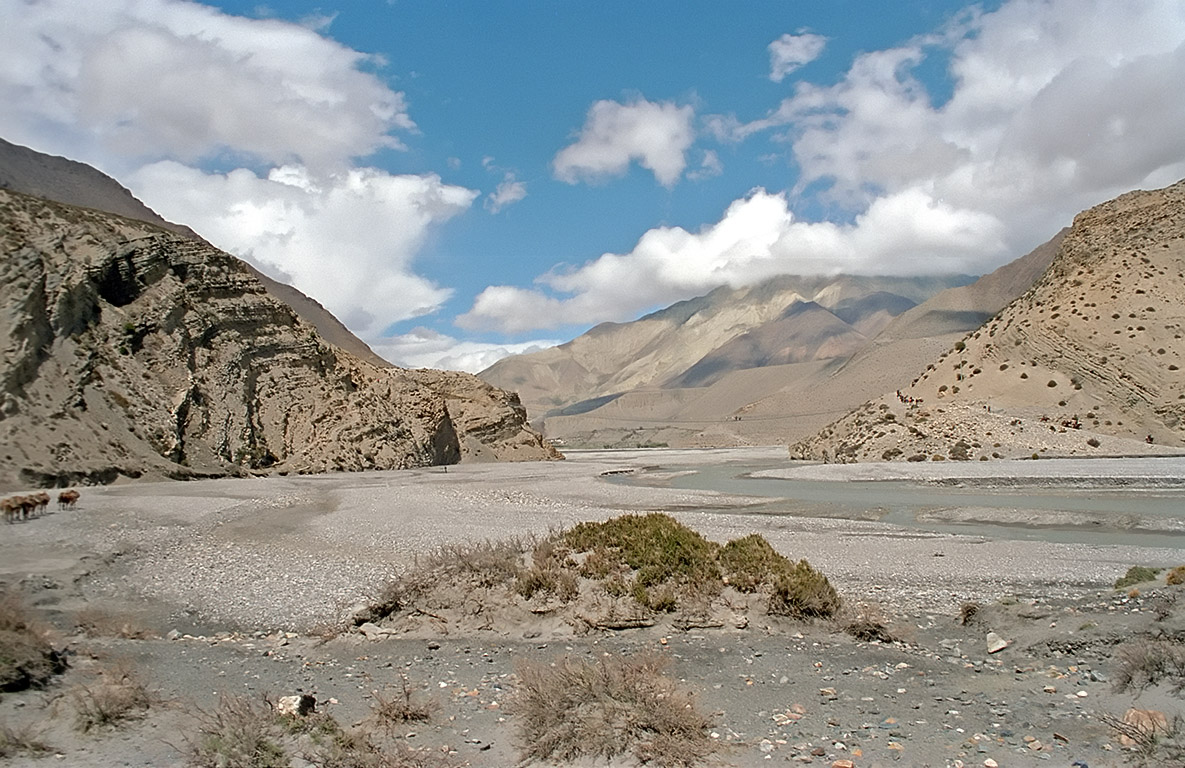
Vall del riu Kali Gandaki, al Nepal

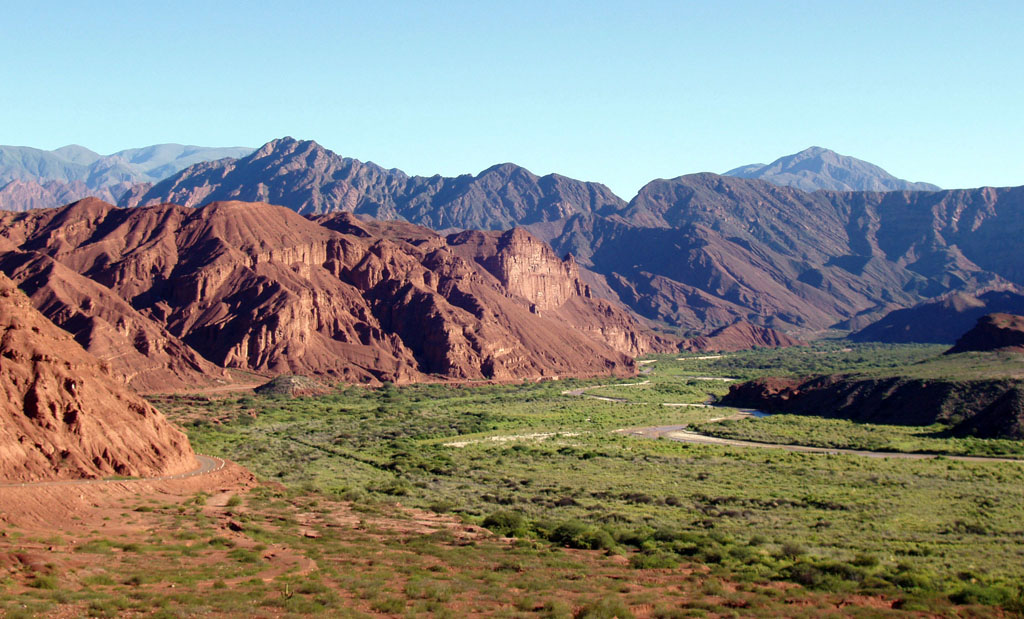
Valls Calxaquíes a l'Argentina

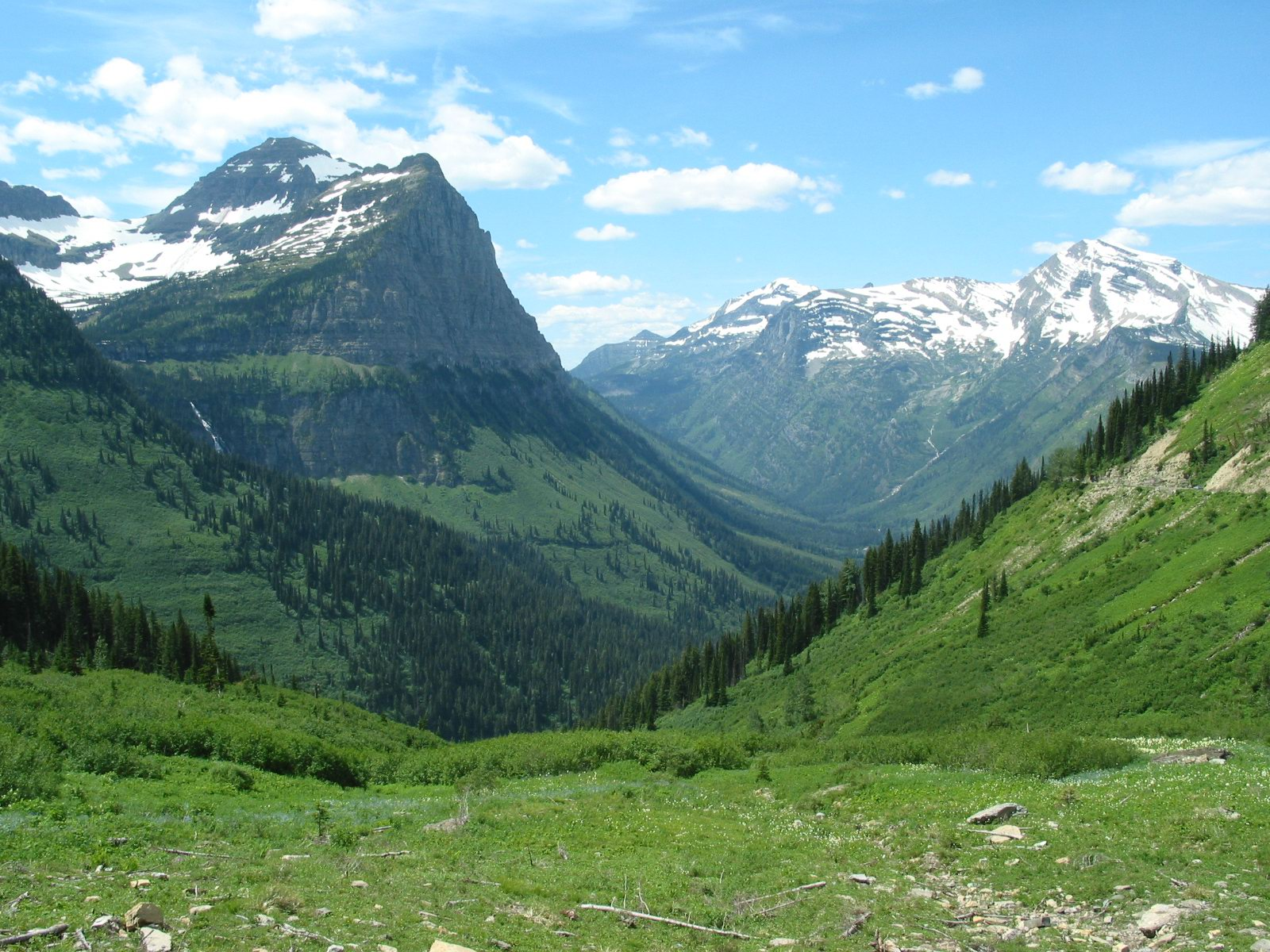
Vall en forma d'U al Parc Nacional Glacier, Montana, Estats Units

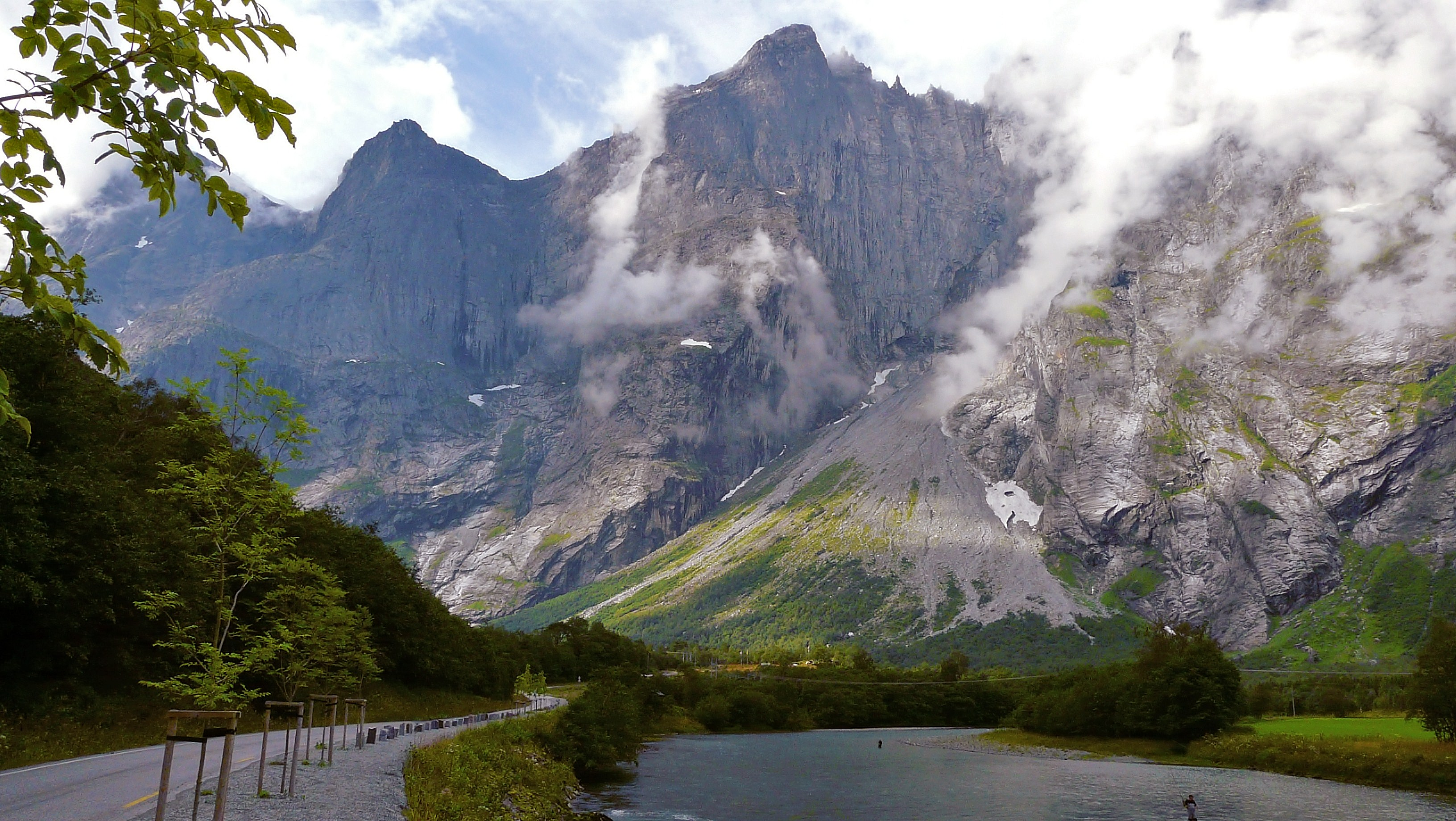
Romsdalen a l'oest de Noruega té parets gairebé verticals.

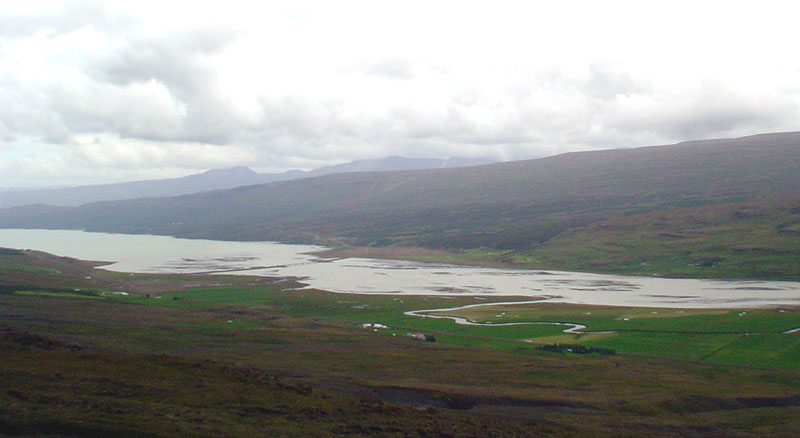
Fljótsdalur a l'est d'Islàndia, una vall força plana

La vall de Frades a la regió muntanyosa de l'estat de Rio de Janeiro, Brasil

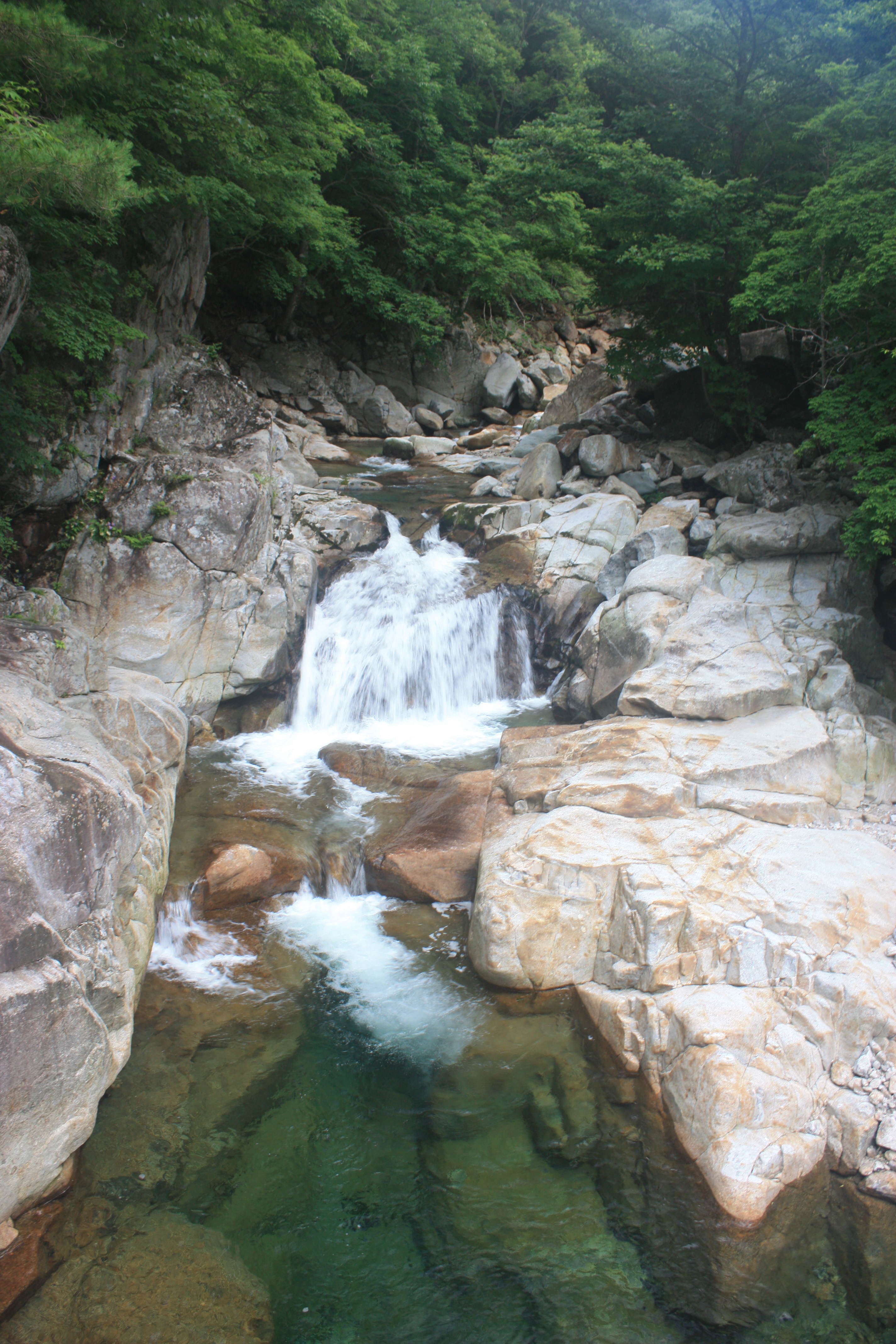
Vall de Baemsagol de Jirisan, Corea

Una vall és una depressió allargada de la superfície terrestre recorreguda, en general, per un corrent fluvial.
S'origina per l'erosió de fons que fan els materials dels vessants i pels processos del vessant que li dona la seva característica forma en V. Una vall glacial, per contra, és més arrodonida i semblant a una U i ha estat formada per l'acció erosiva d'una glacera. Les depressions han estat llocs privilegiats per als assentaments humans, ja que tenen aigua accessible i estan protegides per les muntanyes que les envolten. Per això, molts pobles actuals reflecteixen en el seu nom la seva ubicació en una vall. A latituds i altituds més baixes, aquestes valls formades glacialment poden haver-se creat o ampliat durant les edats glacials, però ara estan lliures de gel i estan ocupades per rierols o rius. A les zones desèrtiques, les valls poden estar completament seques o portar un curs d'aigua només poques vegades. A les zones de roca calcària, les valls seques també poden resultar del drenatge que ara té lloc sota terra més que a la superfície. Les valls del rift sorgeixen principalment dels moviments de la terra, més que de l'erosió. Els geògrafs descriuen molts tipus diferents de valls, utilitzant termes que poden ser d'ús global o aplicats només localment.
La vall té forma de V, ja que l'aigua que passa fa que els minerals a les roques es dissolguin, fent així que el territori comenci a tenir forma de V.

## Variacions
En un relleu jove predominen les valls en V: els vessants, poc modelats per l'erosió, convergeixen en un fons molt estret. Per contra, hi ha un estat avançat de l'erosió del lloc a les valls al·luvials, de fons pla i ample, constituïdes per dipòsits al·luvials entre els quals pot divagar el curs d'aigua. Les valls en U, generalment d'origen glacial, tenen les parets molt abruptes i el fons còncau. En certs casos, en retrocedir una antiga glacera, el llit d'un dels seus afluents queda a molta alçada per sobre del d'aquell i desemboca en el seu vessant, sovint, formant salts d'aigua. Quan un riu és capturat per un altre o quan el seu llit és tancat per morrenes o un altre tipus de dipòsits, queda més avall una vall morta o riu decapitat, que ja no té un curs d'aigua.
En altres casos, una vall no té sortida natural, per tancar-la un contrapendent, i les aigües que hi discorren penetren en el sòl i prossegueixen el seu curs per una xarxa subterrània. Aquestes valls cegues són pròpies dels terrenys càrstics. Així mateix, en moltes regions àrides, els rius no poden sortir de la conca hidrogràfica, i discorren per valls endorreiques. Una vall pot haver estat íntegrament excavada en un terreny sedimentari pel seu curs d'aigua; però, en general, aquest s'obre pas per depressions d'origen tectònic. Segons siguin aquestes, es té una vall de fractura, de fossa, d'angle de falla, etc. Una vall longitudinal està orientada paral·lelament als plecs d'una serralada, mentre que una vall transversal és perpendicular a aquests.

## Formació de valls
Les valls poden sorgir a través de diferents processos. Més comunament, sorgeixen de l'erosió durant llargs períodes per l'aigua en moviment i es coneixen com a valls fluvials. Típicament, les valls petites que contenen rierols alimenten a valls més grans que al seu torn alimenten a valls més grans de nou, arribant finalment a l'oceà o potser a una conca de drenatge interna. A les zones polars i a altituds elevades, les valls poden ser erosionades per les glaceres; aquests solen tenir un perfil en forma d'U en secció transversal, en contrast amb les valls fluvials, que solen tenir un perfil en forma de V. Altres valls poden sorgir principalment a través de processos tectònics com el rifting. Tots tres processos poden contribuir al desenvolupament d'una vall al llarg del temps geològic. La porció plana (o relativament plana) d'una vall entre els seus costats es coneix com el fons de la vall. El fons de la vall està format típicament per sediments fluvials i pot tenir terrasses fluvials.

### Valls fluvials

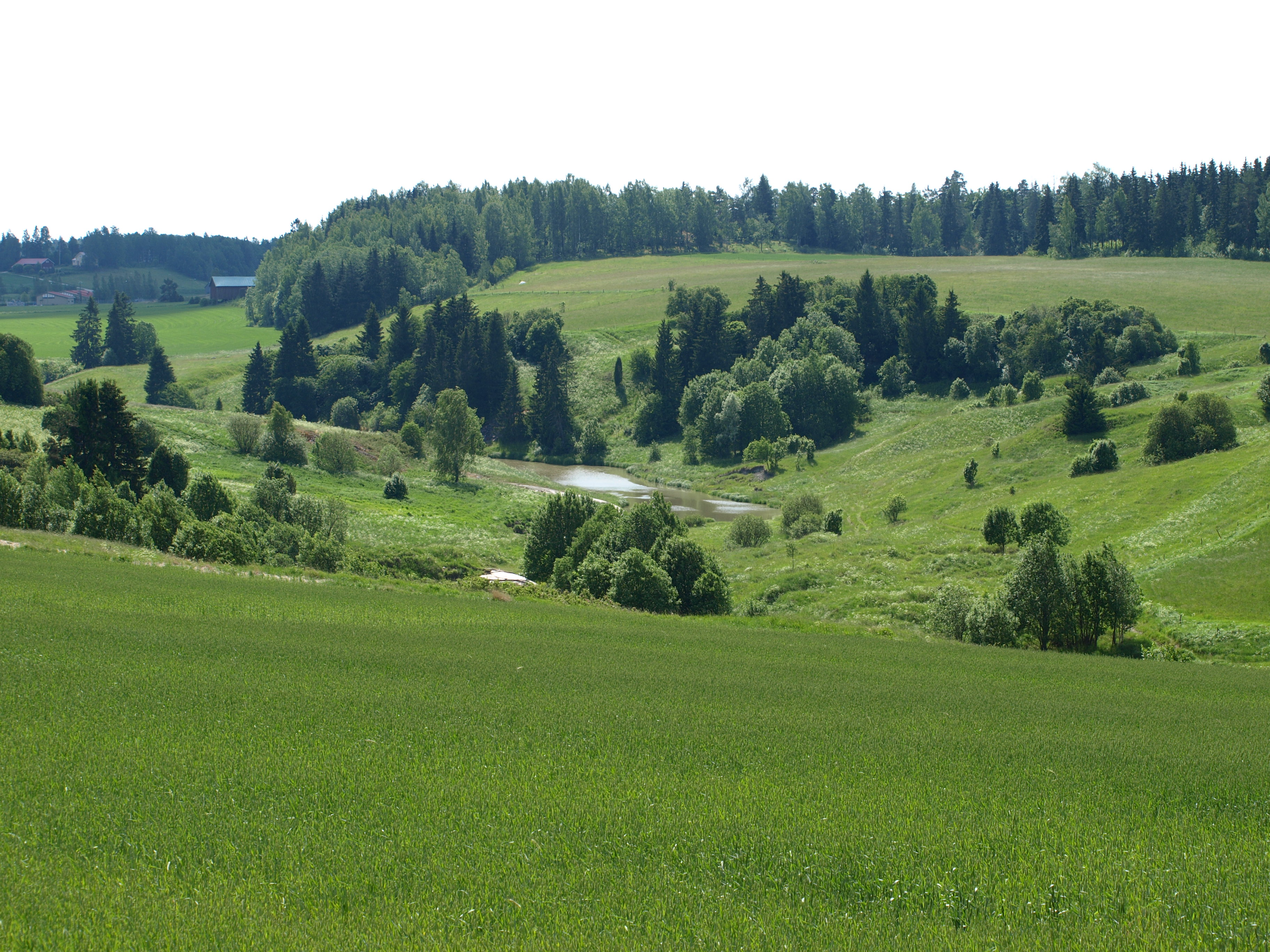
La vall del riu Halikko a Halikko, Finlàndia

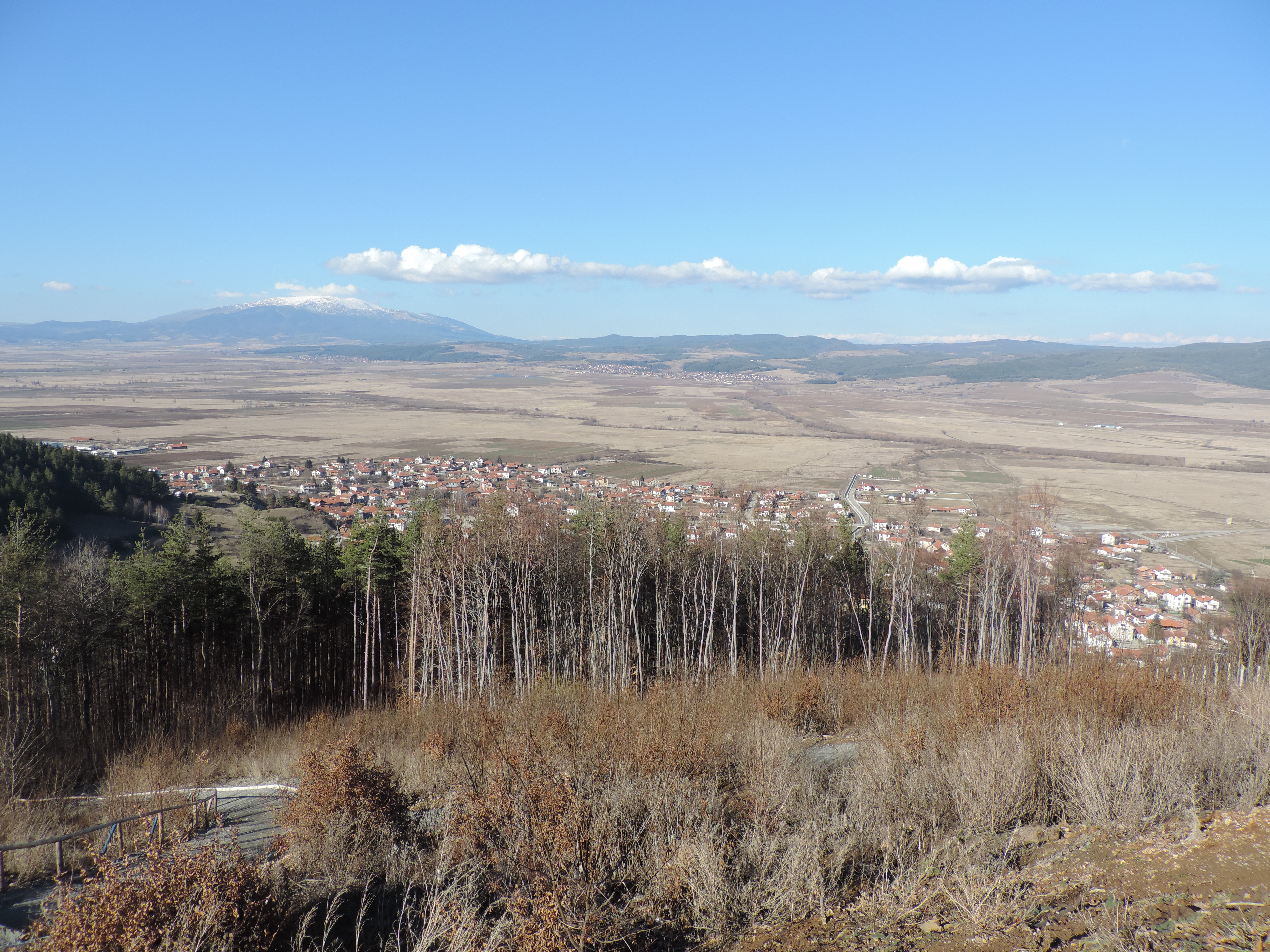
Vall del riu Palakaria que brolla de la muntanya de Vitosha, vist al fons, a Bulgària

El desenvolupament d'una vall fluvial es veu afectat pel caràcter de la roca base sobre la qual passa el riu o la riera, la diferència d'elevació entre la seva part superior i la seva part inferior i, de fet, el clima. Normalment, el cabal augmentarà aigües avall i el gradient disminuirà. A la vall superior, el rierol erosionarà el seu llit amb més eficàcia mitjançant la corrasió per produir una vall en forma de V amb costats escarpats. La presència de bandes de roca més resistents, de falles geològiques, fractures i plecs poden determinar el curs de la riera i donar lloc a un curs de torsió amb estímuls entrellaçats.
A la vall mitjana, com que nombrosos rierols s'han fusionat, la vall és típicament més ampla, el cabal més lent i es pot produir tant l'erosió com la deposició. Més erosió lateral té lloc al tram mitjà del curs d'un riu, ja que els forts corrents a l'exterior de la seva corba erosionen la riba. Per contra, la deposició pot tenir lloc a l'interior de corbes on el corrent és molt més fluix, el procés que condueix al riu prenent un caràcter serpentejant. A la vall baixa, els pendents són més baixos, els meandres poden ser molt més amplis i es pot produir una plana inundable més àmplia. La deposició predomina sobre l'erosió. Una conca fluvial o conca de drenatge típica incorporarà cadascun d'aquests diferents tipus de valls.
Uns quants trams d'un rierol o valls fluvials poden haver incisat verticalment el seu curs fins a tal punt que la vall que ocupen es descriu millor com un congost o barranc. La baixada ràpida pot resultar de l'elevació localitzada de la superfície terrestre o del rejoveniment del curs d'aigua com a resultat, per exemple, d'una reducció del nivell base al qual s'erosiona el riu, per exemple, la reducció del nivell global del mar durant una època glacial. Aquest rejoveniment també pot donar lloc a la producció de terrasses fluvials.

### Valls glacials

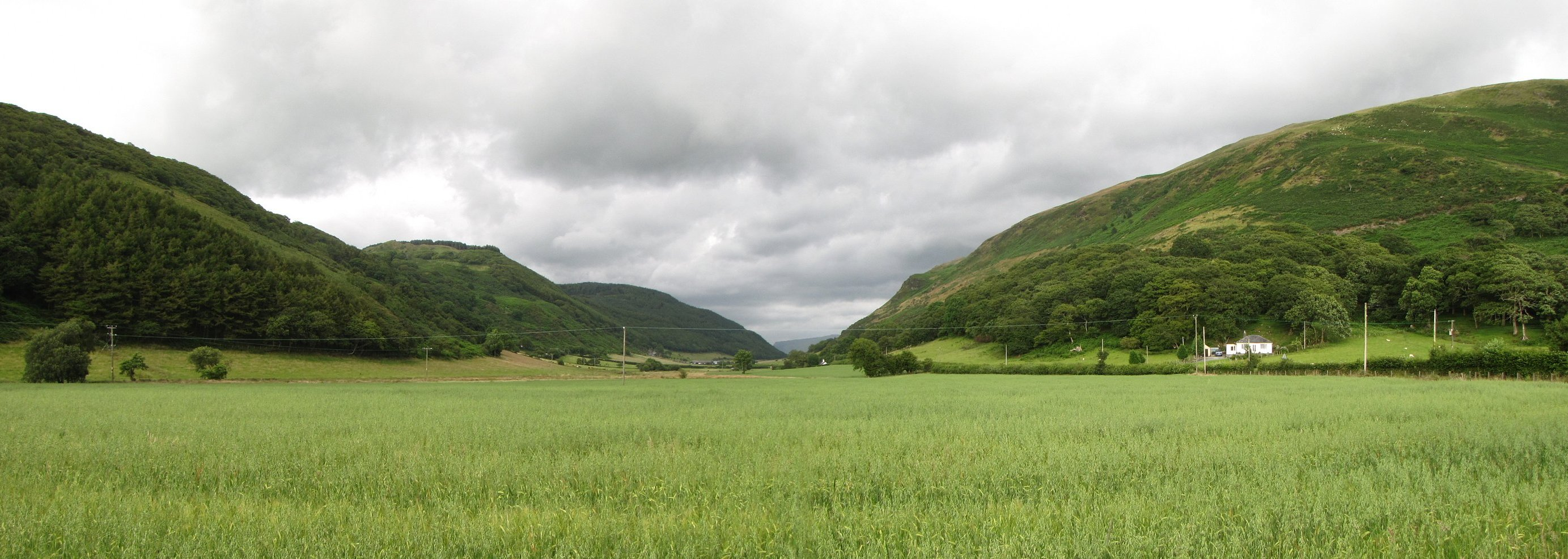
Vall en forma d'U a l’Afon Fathew prop de Dolgoch, Gal·les

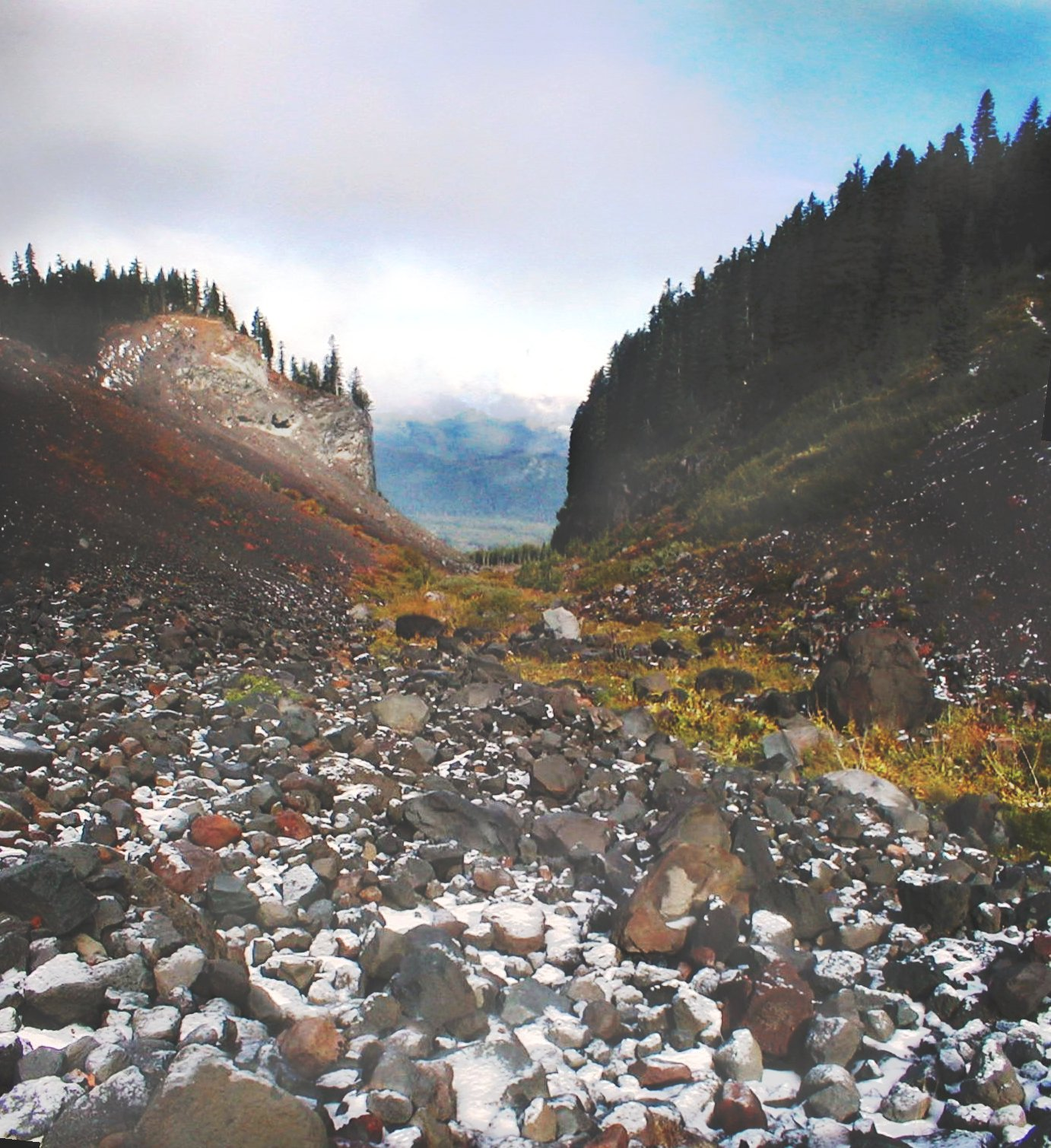
Una vall glaçada al desert de Mount Hood que mostra una forma d'U característica, l'acreció de «runes» rocoses del fons i les espatlles amples

Hi ha diverses formes de valls associades a la glaciació. Les autèntiques valls glacials són aquelles que han estat tallades per una glacera que pot o no encara ocupar la vall en l'actualitat. Aquestes valls també es poden conèixer com a abeuradors glacials. Normalment, tenen una secció transversal en forma d'U i són formes de relleu característiques de les zones muntanyoses on s'ha produït o continua tenint lloc la glaciació.
La part més alta d'una vall glacial consta sovint d'un o més buits «en forma de butaca» o circs, excavats pel moviment de rotació pendent avall d'una glacera de circ. Durant els períodes glacials, per exemple, les edats glacials del Plistocè, és en aquests llocs on es formen inicialment les glaceres i després, a mesura que avança l'edat glacial, s'estenen cap avall a través de valls que anteriorment havien estat modelades per l'aigua en lloc del gel. L'abrasió del moviment del gel i particularment pel material de roca incrustat en ell fa que l'eixamplament i l'aprofundiment de la vall produeixi la forma característica d'U o abeurador amb costats relativament inclinats, fins i tot verticals i un fons relativament pla.
Els contraforts entrellaçats associats al desenvolupament de les valls fluvials són preferentment erosionats per produir contraforts truncats, típics dels paisatges de muntanya glacial. L'extrem superior de l'abeurador per sota dels circs que aporten gel pot ser un U-shaped valley end. Els passos de la vall (o «esglaons de roca») poden resultar de diferents taxes d'erosió a causa tant de la naturalesa de la roca base (duresa i unió, per exemple) com de la potència del gel en moviment. En alguns llocs, es pot excavar una conca de roca que després s'omplirà d'aigua per formar un llac de cintes o bé per sediments. Aquestes característiques es troben en zones costaneres com els fiords. La forma de la vall que resulta de totes aquestes influències només es pot fer visible amb la recessió de la glacera que la forma. A la vall pot quedar un riu o un torrent; si és més petit del que s'esperaria donada la mida de la seva vall, es pot considerar un exemple de corrent inadaptat.

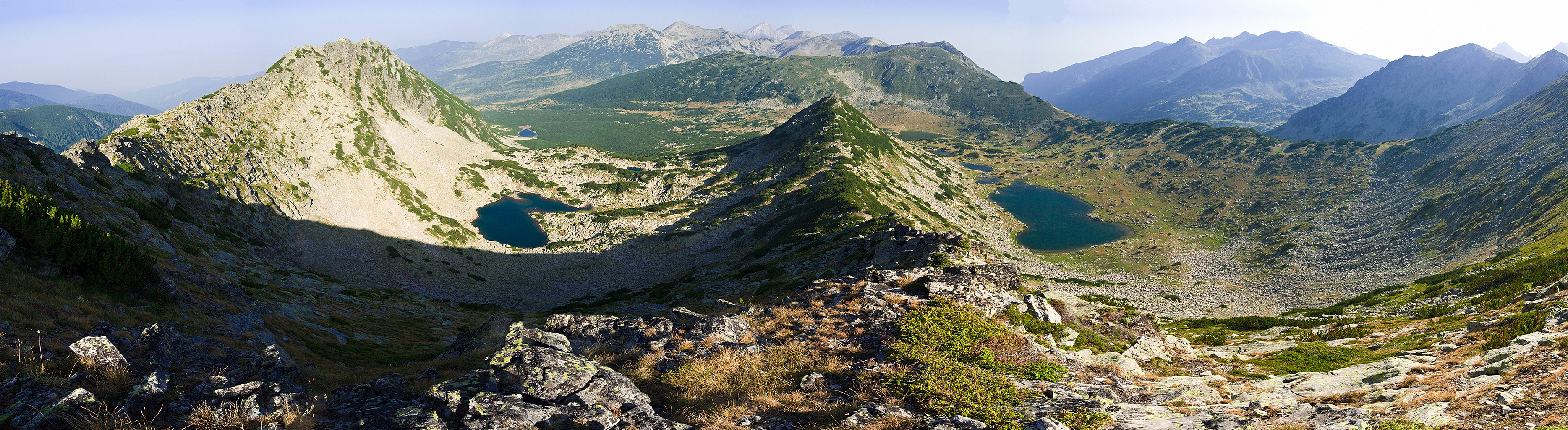
Vista panoràmica de dues valls en forma d'U que es fusionen a les Muntanyes Pirin, Bulgària

Altres valls tallades glacials interessants són:
- Vall de Yosemite (Estats Units)
- Valls laterals del riu austríac Salzach per les seves direccions paral·leles i desembocadures penjants.
- La del riu St. Mary al Parc Nacional Glacier de Montana, Estats Units.

#### Túnel
Una vall de túnel és una vall gran, llarga i en forma d'U originalment tallada sota el gel glacial prop del marge de les capes de gel continentals, com la que ara cobreix l'Antàrtida i que abans cobria parts de tots els continents durant les èpoques glacials passades. Aquestes valls poden ser de fins a 100 km de llarg, 4 km d'ample i 400 m de profunditat (la seva profunditat pot variar al llarg de la seva longitud). Les valls dels túnels es van formar per l'erosió de l'aigua subglacial. Abans van servir com a vies de drenatge subglacial que transportaven grans volums d'aigua de desglaç. Les seves seccions transversals presenten flancs escarpats semblants a les parets dels fiords, i els seus fons plans són típics de l'erosió glacial subglacial.

#### Aigua de fusió
Al nord d'Europa central, la capa de gel escandinava durant les diferents edats de gel va avançar lleugerament cap amunt contra la superfície de la terra. Com a resultat, les seves aigües de desglaç fluïen paral·leles al marge del gel fins a arribar a la conca del mar del Nord, formant enormes valls planes conegudes com a Urstromtäler. A diferència de les altres formes de valls glacials, aquestes es van formar per aigües de desglaç.

### Formes de transició

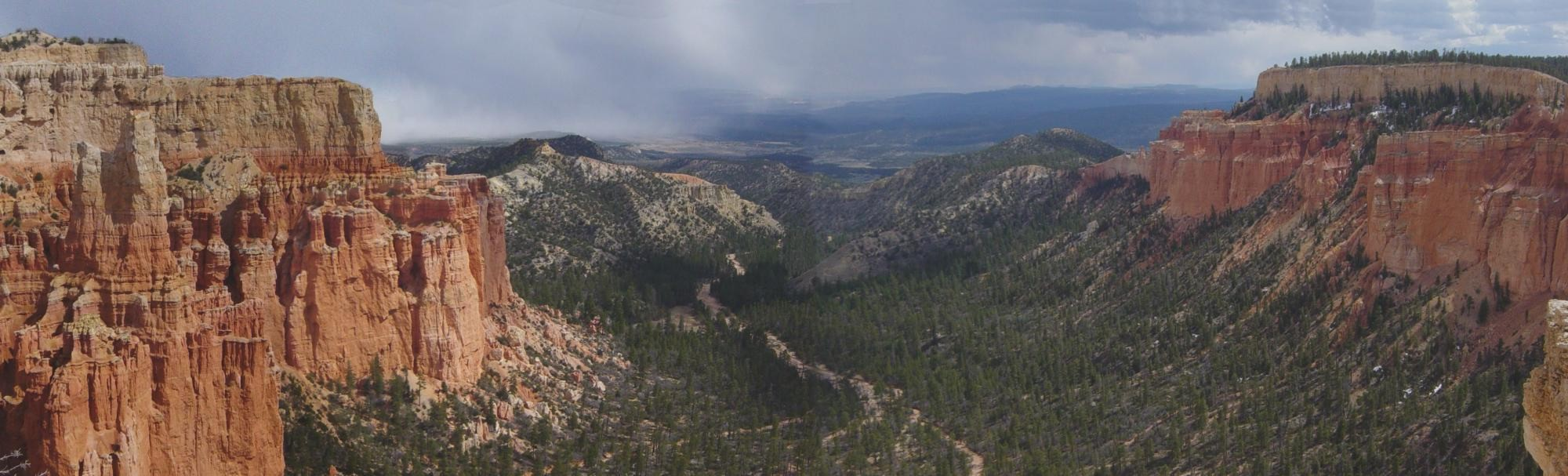
Mira des de Paria View a una vall de Bryce Canyon, Utah, amb espatlles molt cridaneres

Depenent de la topografia, els tipus de roques i el clima, hi ha una varietat de formes de transició entre V, U i plana. El sòl o fons d'aquestes valls pot ser ample o estret, però totes les valls tenen una espatlla. Com més àmplia és una vall de muntanya, més baixes es troben les seves espatlles en la majoria dels casos. Una excepció important són els canyons on l'espatlla gairebé es troba prop de la part superior del vessant de la vall. Als Alps, per exemple, la vall de l'Inn del Tirol, les espatlles són bastant baixes (entre 100 i 200 metres per sobre del fons). Aquí hi ha molts pobles (sobretot al costat assolellat) perquè el clima és molt suau: fins i tot a l'hivern, quan el fons de la vall s'omple de boira, aquests pobles tenen sol.
En algunes regions tectòniques d'estrès de les Muntanyes Rocoses o dels Alps (per exemple Salzburg), les valls laterals són paral·leles entre si, i estan penjades. Els rierols més petits desemboquen als rius com a profunds canyons o cascades.

### Afluent penjant

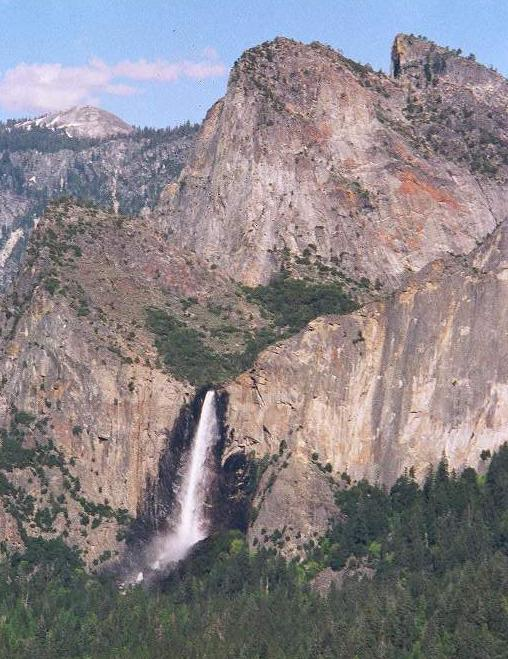
Bridal Veil Falls al Parc Nacional de Yosemite que flueix d'una vall penjant.

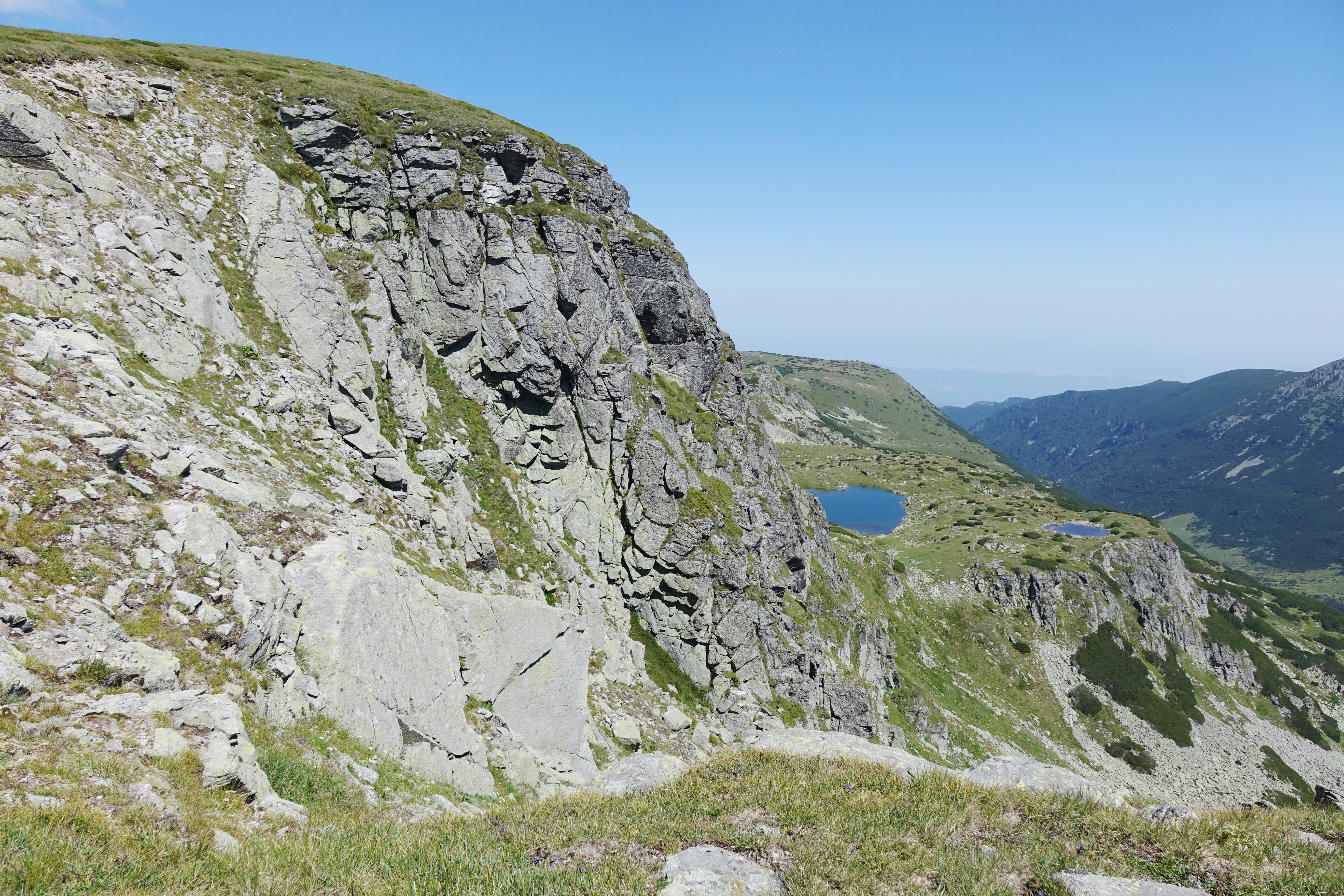
Vall penjant, vall d'Ibar (llac), muntanya de Rila, Bulgària

Una vall penjant és una vall afluent més alta que la vall principal. S'associen amb més freqüència a valls en forma d'U, on una glacera tributària desemboca en una glacera de major volum. La glacera principal erosiona una profunda vall en forma d'U amb costats gairebé verticals, mentre que la glacera tributària, amb un volum de gel més petit, fa una vall en forma d'U menys profunda. Com que les superfícies de les glaceres es trobaven originalment a la mateixa elevació, la vall menys profunda sembla estar "penjada" per sobre de la vall principal. Sovint, les cascades es formen a la sortida de la vall alta o prop.
Les valls penjants també es produeixen als sistemes de fiords sota l'aigua. Les branques del fiord Sognefjord són molt més baixes que el fiord principal. La desembocadura del fiord de Fjærlands té uns 400 metres de profunditat mentre que el fiord principal proper té una profunditat de 1200 metres. La desembocadura del fiord d'Ikjefjord té només 50 metres de profunditat mentre que el fiord principal es troba a uns 1300 metres al mateix punt.
El terreny glacial no és l'únic lloc de rieres i valls penjants. Les valls penjants també són simplement el producte de diferents índexs d'erosió de la vall principal i les valls tributàries. Les diferents taxes d'erosió estan associades a la composició de les roques adjacents a les diferents localitzacions de la vall. Les valls tributàries són erosionades i aprofundides per les glaceres o l'erosió a un ritme més lent que el del fons de la vall principal; així la diferència en la profunditat de les dues valls augmenta amb el temps. La vall afluent, composta per roca més resistent, penja després sobre la vall principal.

### En forma d'abeurador
També es formen valls en forma d'abeurador a les regions de gran denudació topogràfica. En contrast amb les valls glacials en forma d'U, hi ha menys erosió cap avall i lateral. La severa denudació del vessant avall dona lloc a vessants de vall suaument inclinats; la seva transició al fons real de la vall no està clara. Les valls en forma d'abeurador es troben principalment a les regions periglacials i a les regions tropicals d'humitat variable. Ambdós climes estan dominats per una gran denudació.

### Caixa
Les valls de caixa tenen pisos amples i relativament nivells i vessants costeruts. Són comuns a les zones periglacials i es troben a les latituds mitjanes, però també es troben a les regions tropicals i àrides.

### Rift
Les valls del Rift, com la Falla Albertina i Gregory Rift es formen per l'expansió de l'escorça terrestre a causa de l'activitat tectònica sota la superfície terrestre.

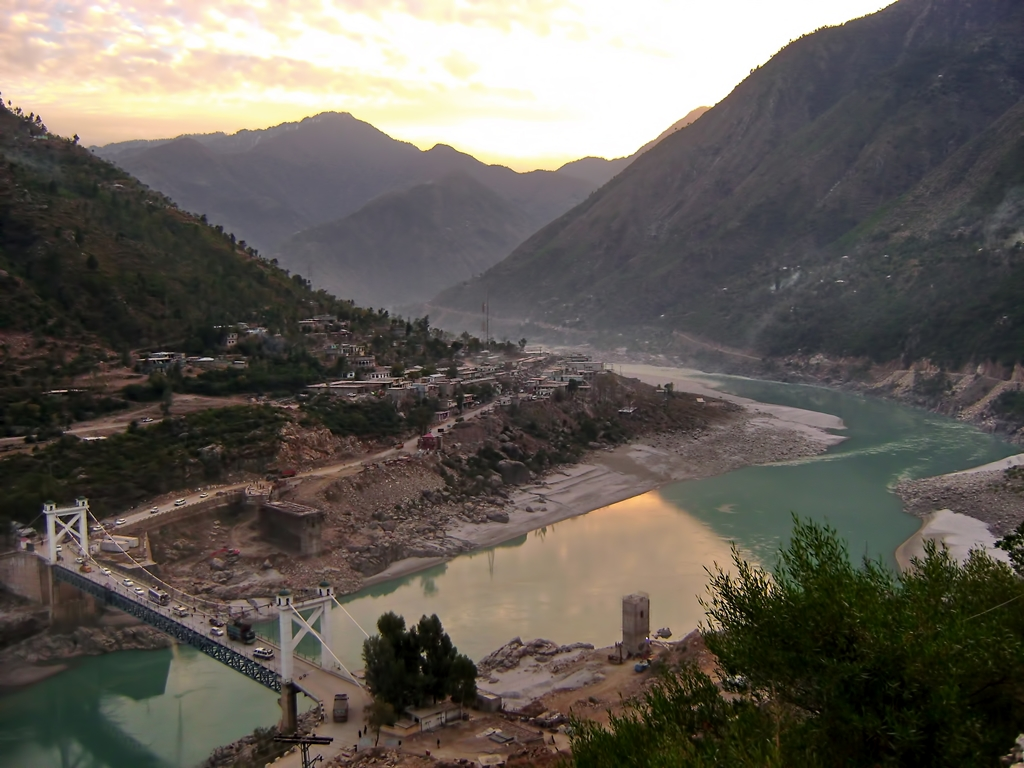
El riu Indus travessa la vall de Kohistan al Pakistan

## Assentament humà
Algunes de les primeres societats complexes humanes es van originar a les valls fluvials, com la del Nil, el Tigris-Eufrates, l'Indus, el Ganges, el Iang-Tsé, el riu Groc, el Mississipi i, probablement, l'Amazones. A la prehistòria, els rius eren utilitzats com a font d'aigua dolça i aliment (peix i caça), així com lloc per rentar i clavegueram. La proximitat de l'aigua va moderar les temperatures extremes i va proporcionar una font de regadiu, estimulant el desenvolupament de l'agricultura. La majoria de les primeres civilitzacions es van desenvolupar a partir d'aquestes comunitats de vall fluvial. La ubicació dels assentaments a les valls està influenciada per molts factors, inclosa la necessitat d'evitar les inundacions i la ubicació dels punts de pas del riu.

## Valls extraterrestres
S'han identificat nombroses depressions allargades a la superfície de Mart, Venus, la Lluna i altres planetes i els seus satèl·lits i es coneixen com a valls (singular: 'vallis'). Les valls més profundes amb costats més escarpats (similars als canyons) en alguns d'aquests cossos es coneixen com a chasmata (singular: 'chasma'). Les depressions llargues i estretes s'anomenen fosses (singular: 'fosa'). Aquests són els termes llatins per a "vall", "congost" i "sequia" respectivament. El terme alemany rille o el terme llatí "rima" (que significa "fisura") s'utilitza per a algunes altres depressions allargades de la Lluna.